# Petrogale assimilis
Petrogale assimilis là một loài động vật có vú trong họ Macropodidae, bộ Hai răng cửa. Loài này được Ramsay mô tả năm 1877.
Đây là loài đặc hữu của Queensland tại Australia. Phạm vi phân bố của loài này kéo dài từ Townsville đến sông Burdekin, sông Bowen, Croydon và Hughenden, và bao gồm các từ và quần đảo Palm. Chúng hiện diện ở độ cao lên tới 1.000 m (3.300 ft) tại vùng núi đá, cả trong rừng và trong khu vực ít cây cối hơn, ngay cả khi đất nông nghiệp gần đó. Môi trường sống điển hình là khu vực miền núi với những vách đá, gờ, hang động và đống đá. 

## Hình ảnh

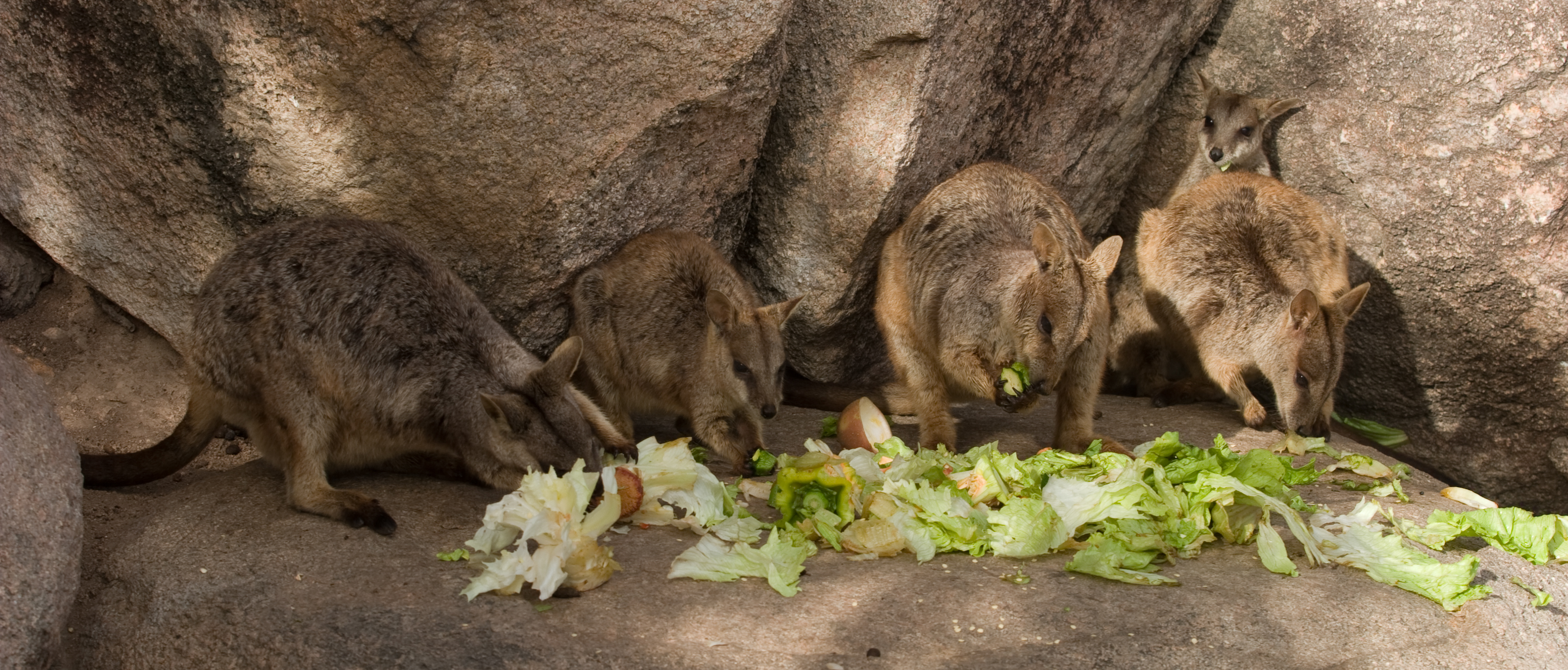
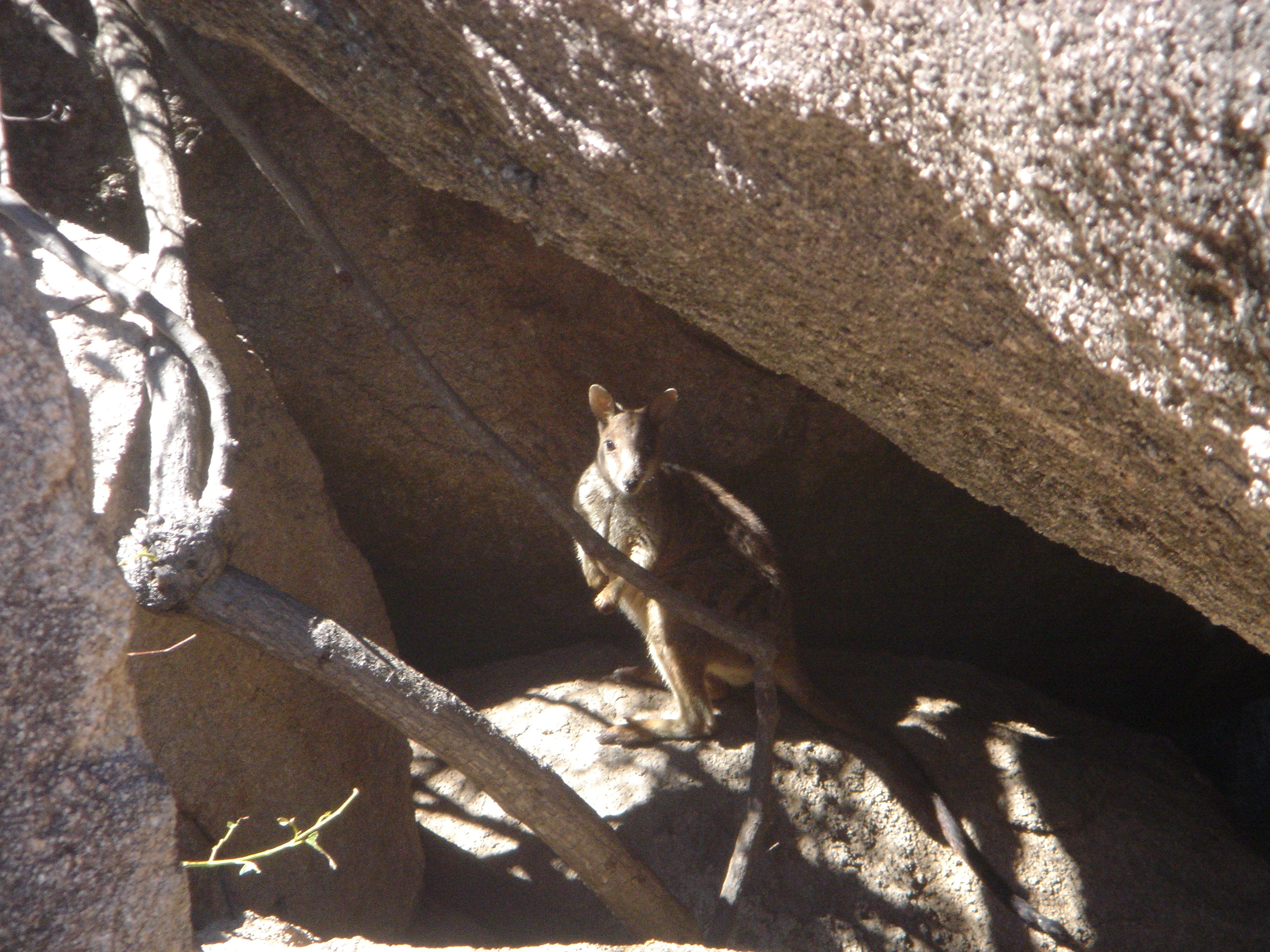